# Mecistogaster lucretia
Mecistogaster lucretia – gatunek ważki z rodziny łątkowatych (Coenagrionidae). Występuje na terenie Ameryki Południowej i jest szeroko rozprzestrzeniony. Stwierdzono go w Kolumbii, Wenezueli, Gujanie, Surinamie, Gujanie Francuskiej, Brazylii, Ekwadorze, Peru i skrajnie północno-wschodniej Argentynie (prowincja Misiones).